# Bonplandia linearis
Bonplandia linearis là một loài thực vật có hoa trong họ Polemoniaceae. Loài này được B.L.Rob. mô tả khoa học đầu tiên năm 1907.